# Носово (Волоколамский район)
Носово — деревня в Волоколамском районе Московской области, входит в состав сельского поселения Теряевского, до муниципальной реформы 2006 года относилась к Теряевскому сельскому округу. Находится примерно в 89 км от МКАД.
В деревне более 100 домов. Есть несколько прудов и памятник погибшим (416 человек) во время Великой Отечественной войны. Во время войны в здании сельской школы находился военный госпиталь.
В д. Носово Буйгородской волости находилось ткацкое заведение Егора Егоровича Степанова, основанное в 1854 году. Вырабатывало марли и кисеи. На нём работало 68 рабочих.
В деревне Носово работали сапоговалялы и шерстобиты — изготовляли валяную обувь и войлок, был развит кожевенный промысел.

## Население
| 1852 | 1859 | 1899 | 1926 | 2002 | 2006 |
| ---- | ---- | ---- | ---- | ---- | ---- |
| 380  | ↗429 | ↗547 | ↘457 | ↘31  | ↗66  |
| 2010 |      |      |      |      |      |
| ↗373 |      |      |      |      |      |

## История
В «Списке населённых мест» 1862 года Носово — казённая деревня 2-го стана Волоколамского уезда Московской губернии по правую сторону Клинского тракта (из Волоколамска), в 16 верстах от уездного города, при колодце и пруде, с 53 дворами, 2 фабриками и 429 жителями (202 мужчины, 227 женщин).
По данным на 1890 год входила в состав Буйгородской волости Волоколамского уезда, число душ мужского пола составляло 190 человек.
В 1913 году — 79 дворов.
По материалам Всесоюзной переписи населения 1926 года — центр Носовского сельсовета Буйгородской волости, проживало 457 жителей (201 мужчина, 256 женщин), насчитывалось 92 хозяйства, среди которых крестьянских — 90, имелась школа.
С 1929 года — населённый пункт в составе Волоколамского района Московской области.